# Argiope aemula
Espèce
Synonymes
- Epeira aemula Walckenaer, 1841
- Epeira striata Doleschall, 1857
- Argiope aemula nigripes Thorell, 1877
- Argiope trivittata Karsch, 1892
- Metargiope ornatus lineatus Marapao, 1965

Argiope aemula est une espèce d'araignées aranéomorphes de la famille des Araneidae.

## Distribution
Cette espèce se rencontre de l'Inde au Vanuatu.
Elle été observée en Inde, au Sri Lanka, en Birmanie, en Thaïlande, au Laos, en Chine, au Japon, à Taïwan, aux Philippines,, en Malaisie, à Singapour, en Indonésie,, en Papouasie-Nouvelle-Guinée et au Vanuatu.

## Habitat
Argiope aemula habite les buissons et se rencontre dans les jardins. Elle est également présente dans les bananeraies.

## Description

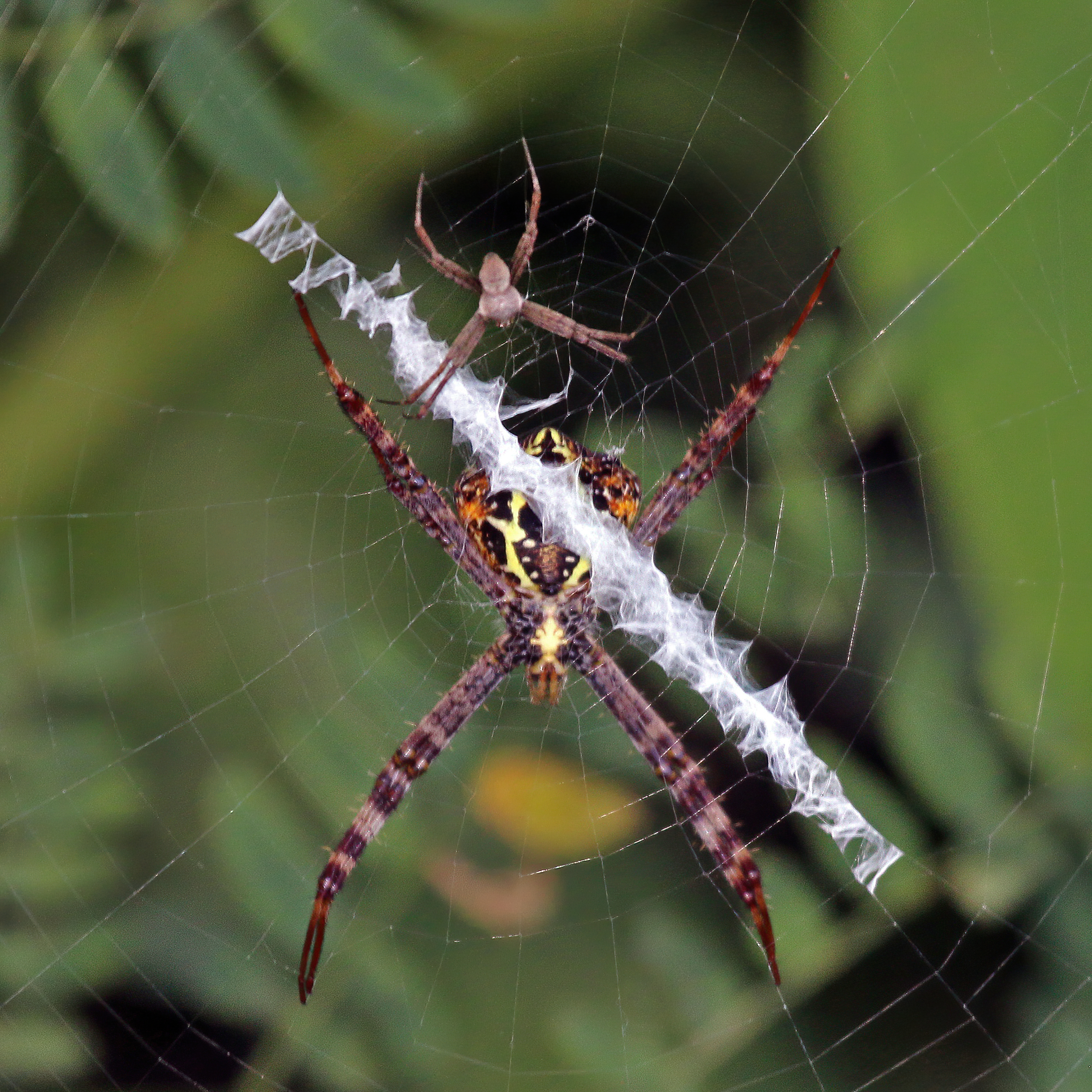
Argiope aemulata ♂ et ♀ (vue de dessous), Indonésie

Le corps de la femelle mesure de l'ordre de 25 mm,, ce qui en fait l'une des plus grandes espèces du genre Argiopes, et le mâle de l'ordre de 4,5 mm,.
L'abdomen est ovale, plus large vers l'avant, presque pentagonal et festonné. Il est coupé en ligne droite près du corselet. Il est de couleur jaune sur le dos avec des traits noirs fins vermiculés. Le ventre est noir avec deux lignes latérales jaunes,. La partie dorsale de l'abdomen présente trois bandes transversales blanches argentées et de 17 à 18 bandes noires transversales plus fines. Dans la partie antérieure, les bandes noires sont plus largement séparées et sans raccords longitudinaux. Dans la partie postérieure, elles sont plus rapprochées avec des liaisons longitudinales qui créent des rectangles jaunes sub-ovales. La partie dorsale présente six paires de sigilla.
Le corselet est aplati et rouge comme les pattes. Le sternum est en forme de cœur avec la pointe orientée vers l'arrière avec des taches jaunes et des points rouges. Les chélicères sont jaunâtres, petites et minces.
Les pattes sont fortes et longues couvertes de poils et d'épines. Elles présentent des bandes jaune clair et marron foncé,. Les métatarses et les tarses comportent des lignes d'épines noires. Le métatarse est plus long que le tarse. Le coxa (hanche) des pattes I et II présente une unique tache marron foncé.

## Espèce similaire
Argipoe aemula est assez similaire à Argiope catenulata (Doleschall, 1859) mais s'en distingue par une taille deux fois plus importante. Elle est également proche de Argiope magnifica L. Koch, 1871. 

## Comportement
Cette espèce a la particularité de devenir plus sombre lorsqu'elle est perturbée.
Il n'est pas rare chez cette espèce que la femelle dévore le mâle après l'accouplement,

## Toile

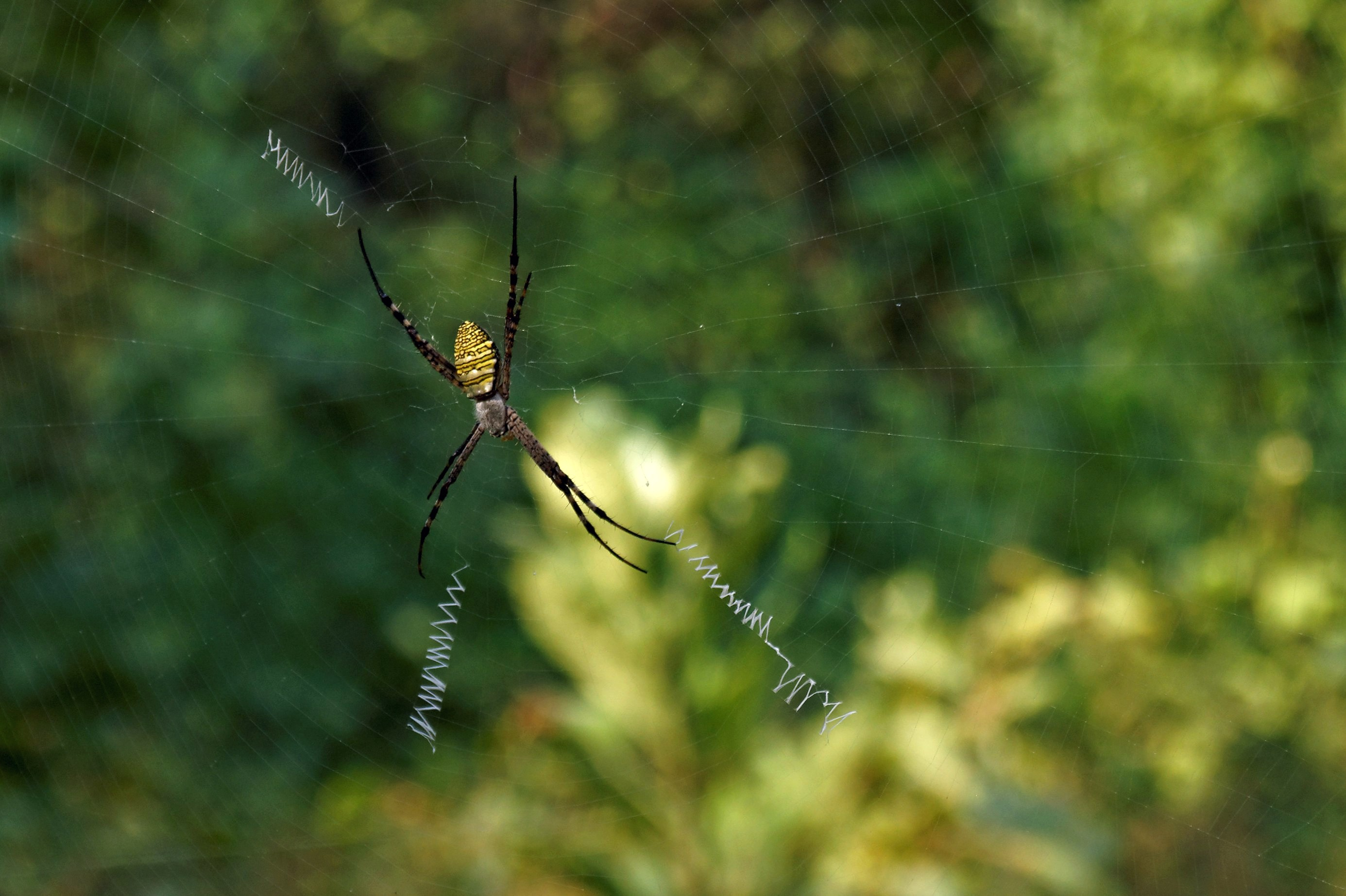
Argiope aemula sur sa toile en Inde

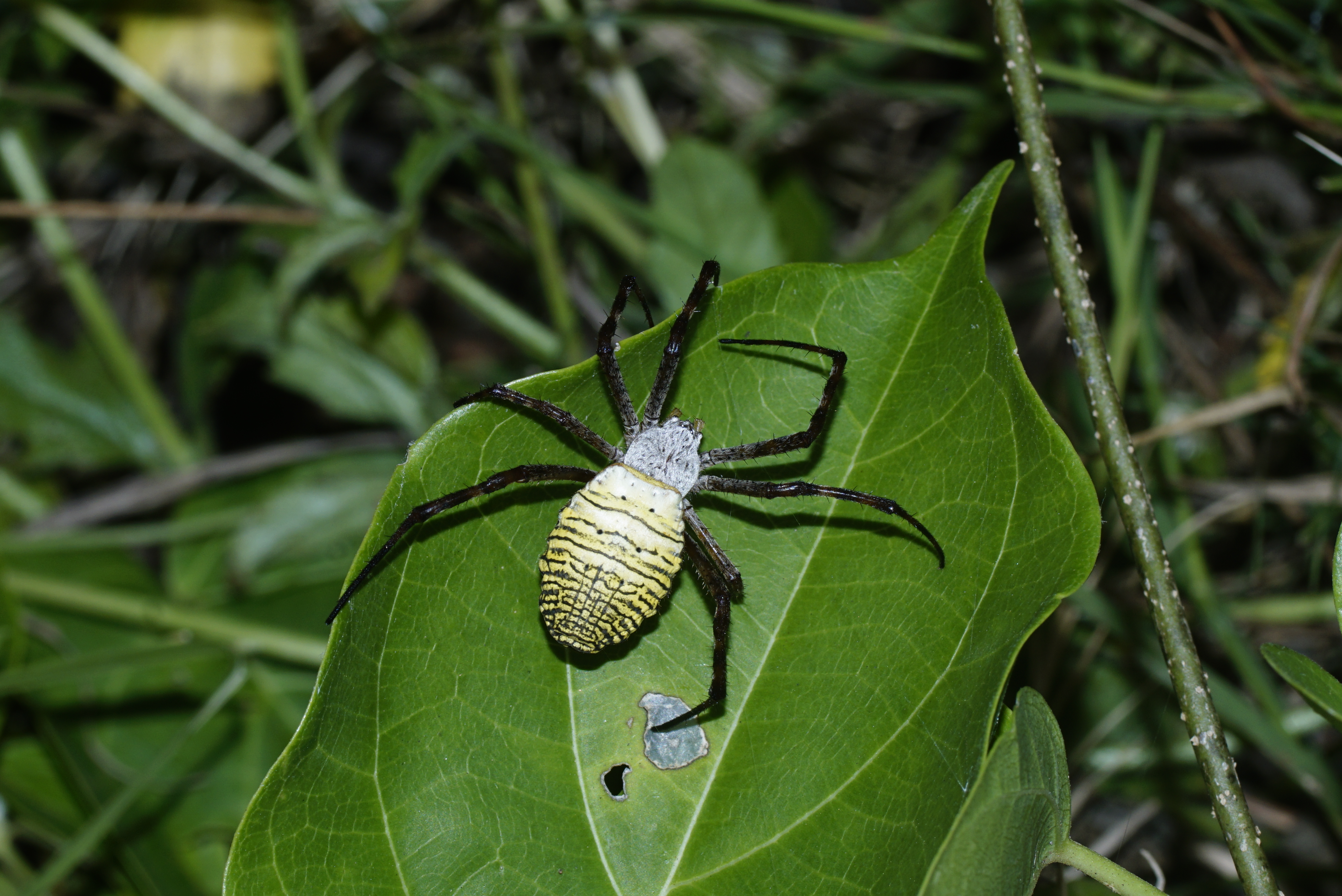
Argiope aemula ♀

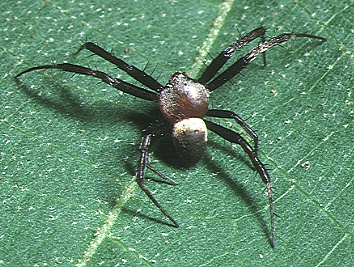
Argiope aemula ♂ au Japon

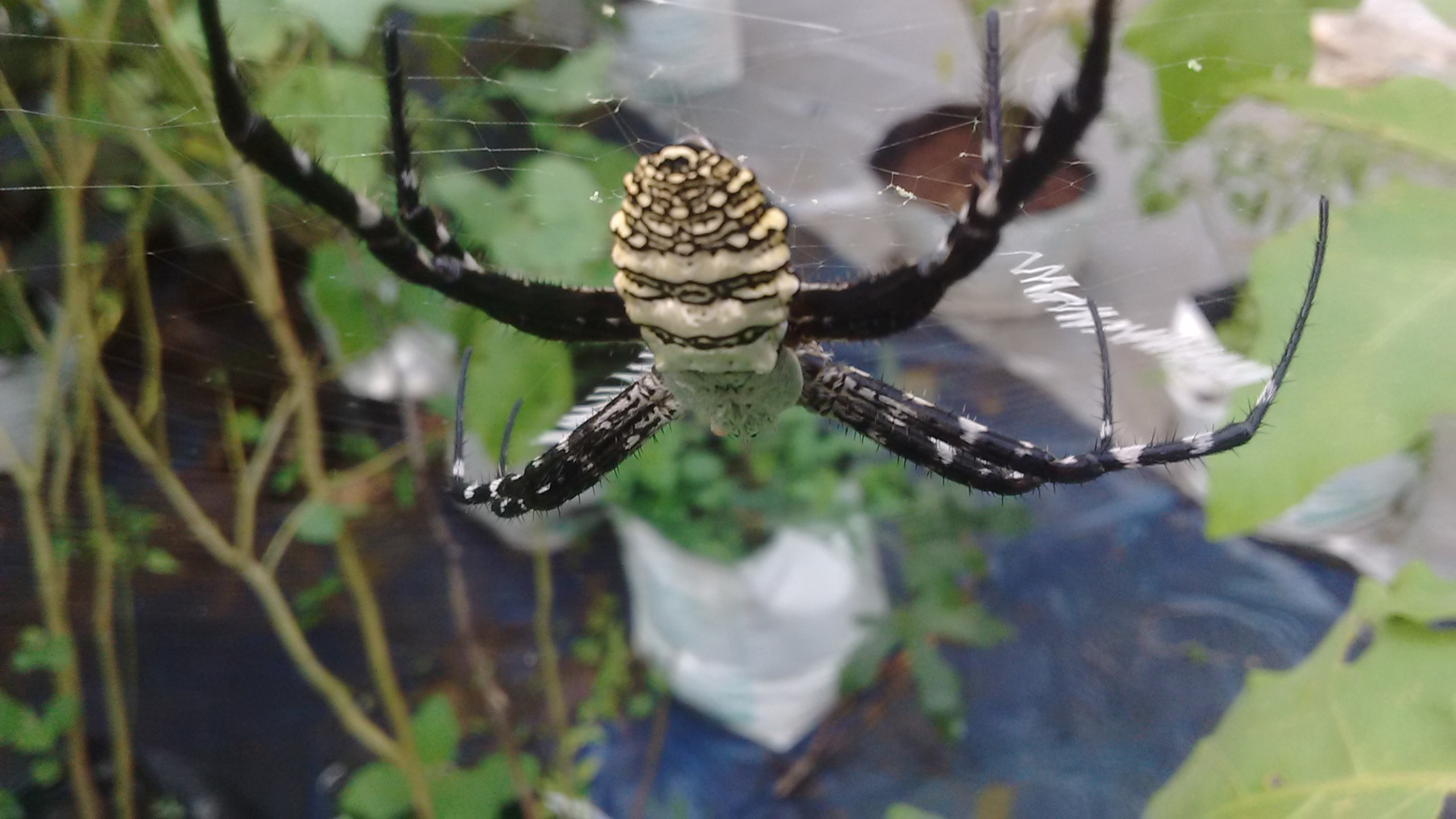
Argiope aemula ♀

Argiope aemula construit une toile avec un stabilimentum en forme de croix de Saint André, dans laquelle elle capture des hyménoptères. La toile, d'environ 40 cm de diamètre, est suspendue verticalement ou avec un angle de 45 degrés. L'araignée s'y tient au centre, la tête en bas.

## Systématique et taxinomie
Cette espèce a été décrite sous le protonyme Eipera aemula par Charles Athanase Walckenaer en 1841 sur la base d'un spécimen rapporté par Jean René Constant Quoy et Joseph Paul Gaimard.

## Publication originale
- Walckenaer, 1841 : Histoire naturelle des Insects. Aptères. Paris, vol. 2, p. 1-549.